# درباره یک بازجویی
دربارهٔ یک بازجویی (فرانسوی: Autour d'une enquête‎) یک فیلم در ژانر جنایی به کارگردانی روبرت زیودماک و آنری شومت است که در سال ۱۹۳۱ منتشر شد.